# Parlamento della Nuova Zelanda
Il Parlamento della Nuova Zelanda (in inglese New Zealand Parliament, in maori Pāremata Aotearoa) è l'istituzione che detiene il potere legislativo nel paese.

## Struttura
È composto:
- dal Sovrano neozelandese (Re in Parlamento)
- dalla Camera dei rappresentanti neozelandese.

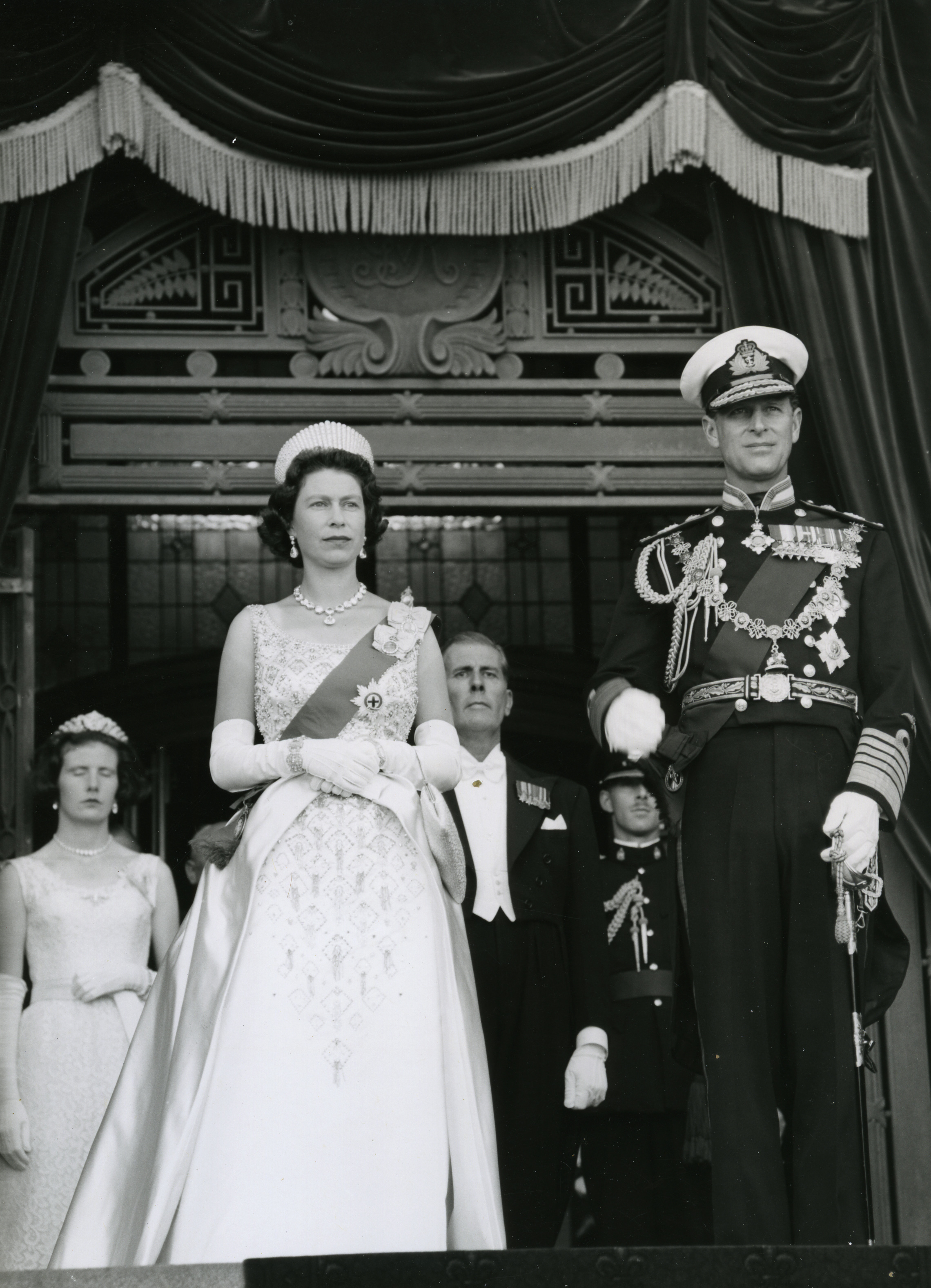
Elisabetta II all'apertura del Parlamento nel 1963

Il sovrano, che coincide con quello del Regno Unito e dei Reami del Commonwealth, di cui la Nuova Zelanda fa parte, è di solito rappresentato dal suo governatore generale. Prima del 1951, c'era una camera alta, il Consiglio legislativo neozelandese. Il Parlamento neozelandese è stato istituito nel 1854 ed è una delle più antiche legislature continuamente funzionanti al mondo. Si è riunito a Wellington, la capitale della Nuova Zelanda, dal 1865. Prima invece era ad Auckland.

## Ruolo della Camera dei Rappresentanti
La Camera dei rappresentanti è normalmente composta da 120 membri, 71 dei quali eletti in collegi uninominali e i restanti 59 attraverso un sistema proporzionale. Ciascuna legislatura dura tre anni, anche se è ammessa la possibilità di elezioni anticipate. I Maori iniziarono ad essere rappresentati in Parlamento dal 1867, mentre nel 1893 le donne ottennero il voto, prime nel mondo. 
Il Parlamento è strettamente legato all'esecutivo. Il governo neozelandese è composto da un primo ministro (capo del governo) e da altri ministri. Conformemente al principio del governo responsabile, queste persone sono sempre tratte dalla Camera dei Rappresentanti e sono ritenute responsabili nei suoi confronti.

## Ruolo del monarca
Né il monarca (dal 2022 Carlo III) né il suo governatore generale partecipano al processo legislativo, salvo l'approvazione del sovrano di un disegno di legge approvato dalla Camera, noto come la concessione del Royal Assent, necessario per un disegno di legge per essere promulgato.